# Parafia Narodzenia Najświętszej Maryi Panny w Chechle
Parafia Narodzenia Najświętszej Maryi Panny w Chechle – parafia rzymskokatolicka, w Chechle, położona w dekanacie jaroszowieckim, diecezji sosnowieckiej, metropolii częstochowskiej, w Polsce.
W XIV wieku istniał tu już kościół, splądrowany w 1308 przez najemników biskupa Jana Muskaty. Parafia wzmiankowana została w sprawozdaniu z poboru świętopietrza sporządzonym przez Andrzeja de Verulis pośród parafii dekanatu sławkowskiego diecezji krakowskiej w 1326 pod nazwą Chechel i ponownie w 1327.